# トルヴィル＝シュル＝メール
トルヴィル＝シュル＝メール （Trouville-sur-Mer）は、フランス、ノルマンディー地域圏、カルヴァドス県のコミューン。

## 地理
トルヴィルは県東部に位置し、トゥーケ川の河口の右岸にあり、ドーヴィルと向かい合っている。

## 由来

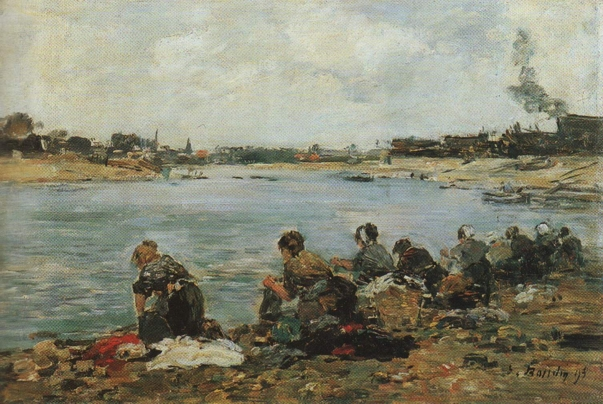
ウジェーヌ・ブーダン画、『トゥーケ川の洗濯場』

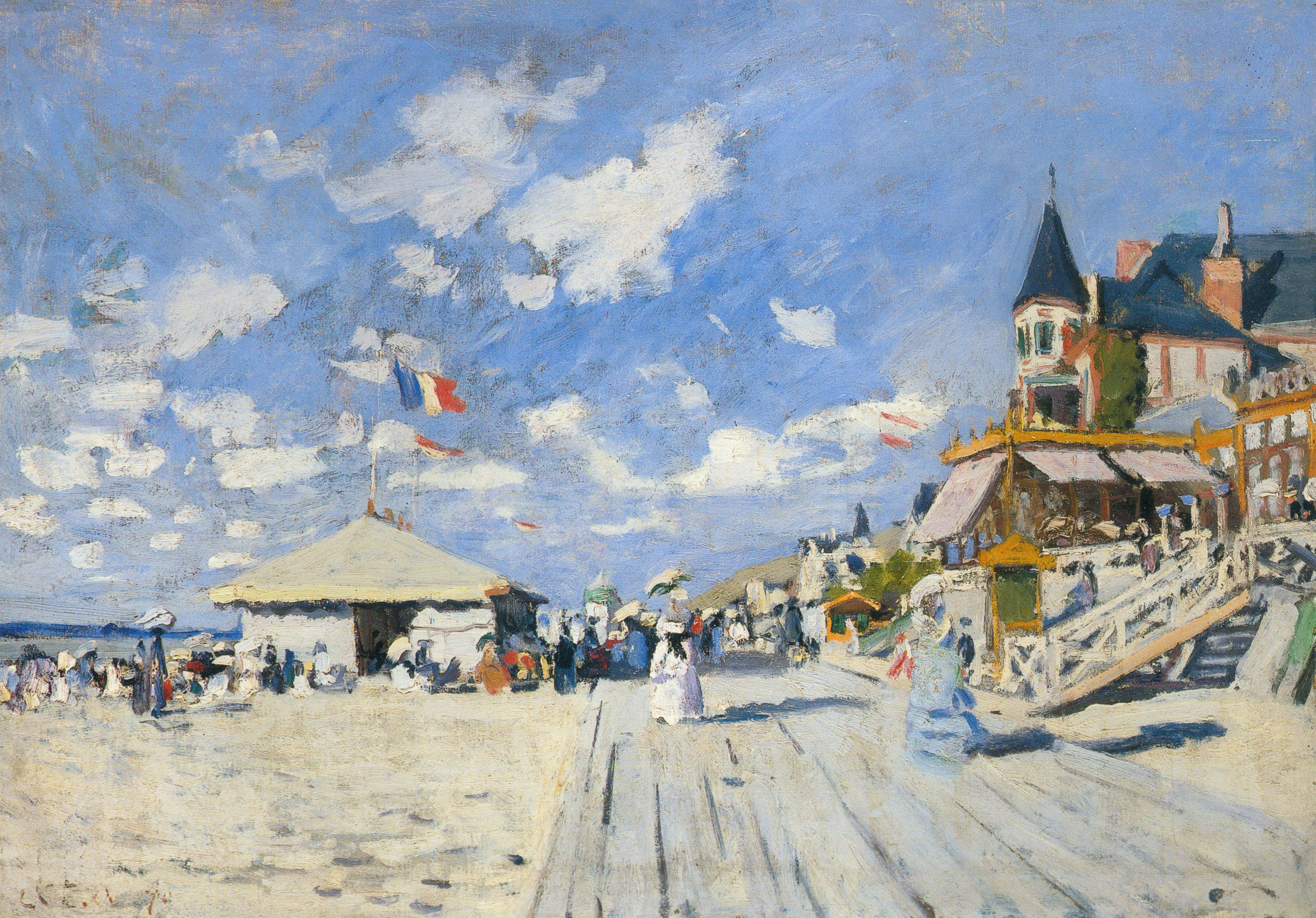
クロード・モネ画、Sur les planches de Trouville

1220年から1223年の間に、ラテン語化の最終的なかたちとして地名はTorouvillaと記されていた。
アルベール・ドーザとシャルル・ロスタンはおそらくジャン・ゴートリーの説を引用し、ノルマンディーに存在するトルヴィルの地名は全て農村に由来する（中世の-villeとは、ガロ＝ローマ時代のVILLA、すなわち農地を含めた荘園）古ノルド語のThorulfrに由来するとしている。
一方でフランソワ・ボールペールはTuroldという人名はアングロ・スカンジナヴィア人に好まれた名称だとしている。
ThorulfrというよりむしろÞórulfR/Þorólfrは、北欧神話の神トールの要素を含む。そしてulfrはオオカミを意味し、ノルマンディーにおいては-oufの語尾で終わる姓としてみられる。

## 歴史
トルヴィルの歴史は中世にさかのぼる。漁港のある小さなまちだった。かつての小さな漁村は、イル＝ド＝フランスからの観光客に特に好まれる観光地へと変わった。19世紀初めに海水浴がブームとなり、鉄道路線が拡張され、画家たちの小さなグループが訪れた。コローはオルセー美術館に所蔵されているTrouville bateaux de pêche échoués dans le chenalを描いている。作家アルフォンス・カーもその名声に貢献した。アレクサンドル・デュマ・ペールはトルヴィルに一時滞在している。
現在は美しい砂浜で知られる、人気のある観光地である。また漁業もわずかながら行われている。

## 人口統計
| 1962年 | 1968年 | 1975年 | 1982年 | 1990年 | 1999年 | 2006年 |
| ------ | ------ | ------ | ------ | ------ | ------ | ------ |
| 6622   | 6429   | 6618   | 6008   | 5607   | 5411   | 4992   |

参照元=Site Cassini

## 姉妹都市
- バーンスタプル、イギリス
- Vrchlabí、チェコ